# Mike McKay (cestista)
Michael George McKay, detto Mike (Adelaide, 15 ottobre 1965), è un ex cestista australiano.

## Carriera
È stato selezionato dagli Utah Jazz al quinto giro del Draft NBA 1982 (95ª scelta assoluta).
Con l'Australia ha disputato i Giochi olimpici di Barcellona 1992 e due edizioni dei Campionati mondiali (1990, 1994).